# 漢廣郡
汉广郡，中国南北朝时设置的郡。
- 南齐设立汉广郡，属于雍州宁蛮府。永泰元年（498年），被北魏占领。北魏属荆州，下辖南棘阳县、西棘阳县，治所在南棘阳县（今河南南阳县南）。西魏改名黄冈郡。
- 北魏永安年间置汉广郡，或称德广郡，属广州。治所在昆阳县（在今河南叶县东北十五里汝坟店），北齐昆阳县改为汝坟县。辖境相当今河南省叶县东北一带。之后废除。
- 北魏置汉广郡，属华州。治所在平氏县（今河南桐柏县西北平氏镇）。西魏废帝元年（552年）属淮州。西魏废帝三年（554年）属纯州。隋文帝开皇三年（583年）废汉广郡。平氏县入纯州，隋炀帝时属淮安郡。